# CM-101
La CM-101 es una carretera autonómica de la provincia de Guadalajara (España) que transcurre entre Guadalajara y el límite con la provincia de Soria por Baraona, donde enlaza con la CL-101. Pertenece a la Red de Carreteras de la Junta de Comunidades de Castilla-La Mancha. Antiguamente, desde Jadraque, era parte del trazado de la C-101, que unía Guadalajara y Ágreda (Soria).
Es una carretera convencional de una sola calzada con un carril por sentido.Soporta una gran intensidad de tráfico y presenta un altísimo índice de accidentalidad. Atraviesa las localidades de Fontanar, Yunquera de Henares, Mohernando, Humanes, Cerezo de Mohernando, Montarrón, Fuencemillán, Espinosa de Henares, Carrascosa de Henares, Jadraque, Jirueque, Negredo, Angón, Rebollosa de Jadraque, Cardeñosa, Riofrío del Llano, Cincovillas, Alcolea de las Peñas, Tordelrábano y Paredes de Sigüenza.